# ブルジェズニツェ - ストラコニツェ線
ブルジェズニツェ～ストラコニツェ線（チェコ語: Železniční trať Březnice–Strakonice）は、チェコ国鉄の鉄道線の名称である。路線番号は203。
1899年、帝立王立国有鉄道の路線として開業した。

## 運行形態

### 快速「スピェシニー(Sp)」
- ツィクロ・ブルディ号：　プラハ - ブルジェズニツェ - ブラトナー　【春・夏の土曜・休日運行】
季節限定で、一日1往復の運行。ブルジェズニツェ以北は200号線に直通する。203号線内は、途中フッチツェとビェルチツェのみに停車する。
2020年に運行を開始した。当時はフッチツェを通過していたが、2022年より停車となった。

### 普通
- ベロウン - ブルジェズニツェ - ブラトナー
2時間に1本の運行。ブルジェズニツェ以北は200号線に直通する。
2019年以前は200号線に直通しておらず、下記のブラトナー以南の便と一体の運転系統であった。多くはブルジェズニツェで200号線プラハ方面特急と接続していた。

- ブラトナー - ストラコニツェ
2時間に1本の運行。ストラコニツェで190号線プルゼニ方面特急と接続する。
2019年以前は、上記のブラトナー以北の便と一体の運転系統であった。また、休日の一日片道1本のみ、204号線のロジミタールまで直通していた（ブラトナー→ロジミタールの系統）。2020-22年度に限り、一部がセドリツェを通過していた。

### 臨時列車
- 「ヘロルド」号
蒸気機関車。夏に年2日、ブルジェズニツェ - ブラトナー間に一日1往復の運行。各駅に停車する。2018年運行。
- 「白い婦人」号
蒸気機関車。夏に年4日、ブラトナー - ストラコニツェ間に一日1往復、午前の運行。各駅に停車するが、ブラトナー行のみセドリツェを通過する。2018年運行。
- 「すごく悲しい王女」号
蒸気機関車。夏に年4日、ブラトナー - ストラコニツェ間に一日1往復、午後の運行。各駅に停車する。2018年運行。

### 過去の運行種別
- 特急「リフリーク(R)」
  - ブラテンスキー・モトラーチェク号：　プラハ - ブルジェズニツェ - ストラコニツェ - ヴォラリ
2018年には、「ポシュマヴスキー・リフリーク」号として、夏季の土曜日に運行していた。ブルジェズニツェ以北は200号線に、ストラコニツェ以南は198号線に直通していた。途中、ビェルチツェ、ブラトナー、ラドミシュルに停車していた。
2019年は、春季を中心に年7日、一日1往復の運行であった。運転区間がブラトナー以北に短縮された。
2020年に休止。

## 駅一覧
以下では、チェコ国鉄203号線の駅と営業キロ、停車列車、接続路線などを一覧表で示す。なお、全て各駅停車である。
| 路線名 | 駅名                                   | 駅間営業キロ | 累計営業キロ | Os | 接続路線                                                                                  | 所在地         | 所在地           |
| ------ | -------------------------------------- | ------------ | ------------ | -- | ----------------------------------------------------------------------------------------- | -------------- | ---------------- |
| 203    | ブルジェズニツェ駅                     | -            | 0.0          | ■  | 200号線（ベロウン方面、プロチヴィーン方面） 204号線（ロジミタール方面）                   | 中央ボヘミア州 | プシーブラム郡   |
| 203    | フッチツェ駅                           | 6.2          | 6.2          | ■  |                                                                                           | 中央ボヘミア州 | プシーブラム郡   |
| 203    | スラヴェチーン・ウ・ブルジェズニツェ駅 | 2.7          | 8.9          | ■  |                                                                                           | 中央ボヘミア州 | プシーブラム郡   |
| 203    | ビェルチツェ駅                         | 2.9          | 11.8         | ■  |                                                                                           | 南ボヘミア州   | ストラコニツェ郡 |
| 203    | ザーヴィシーン駅                       | 4.5          | 16.3         | ■  |                                                                                           | 南ボヘミア州   | ストラコニツェ郡 |
| 203    | ベズヂェドヴィツェ駅                   | 3.9          | 20.2         | ■  |                                                                                           | 南ボヘミア州   | ストラコニツェ郡 |
| 203    | ブラトナー駅                           | 1.9          | 22.1         | ■  | 192号線（ネポムク方面）                                                                   | 南ボヘミア州   | ストラコニツェ郡 |
| 203    | マチコフ駅                             | 4.1          | 26.2         | ■  |                                                                                           | 南ボヘミア州   | ストラコニツェ郡 |
| 203    | セドリツェ駅                           | 4.5          | 30.7         | ■  |                                                                                           | 南ボヘミア州   | ストラコニツェ郡 |
| 203    | セドリツェ町駅                         | 1.2          | 31.9         | ■  |                                                                                           | 南ボヘミア州   | ストラコニツェ郡 |
| 203    | ロイツェ駅                             | 3.8          | 35.7         | ■  |                                                                                           | 南ボヘミア州   | ストラコニツェ郡 |
| 203    | ヴェルカー・トゥルナー駅               | 1.5          | 37.2         | ■  |                                                                                           | 南ボヘミア州   | ストラコニツェ郡 |
| 203    | ラドミシュル駅                         | 2.6          | 39.8         | ■  |                                                                                           | 南ボヘミア州   | ストラコニツェ郡 |
| 203    | ラドミシュル停留所                     | 1.4          | 41.2         | ■  |                                                                                           | 南ボヘミア州   | ストラコニツェ郡 |
| 203    | ドマニツェ駅                           | 2.0          | 43.2         | ■  |                                                                                           | 南ボヘミア州   | ストラコニツェ郡 |
| 203    | ルジェピツェ駅                         | 3.0          | 46.2         | ■  |                                                                                           | 南ボヘミア州   | ストラコニツェ郡 |
| 203    | ストラコニツェ駅                       | 2.9          | 49.1         | ■  | 190号線（ターボル/ブヂェヨヴィツェ方面） 191号線（プルゼニ方面）、198号線（ヴォラリ方面） | 南ボヘミア州   | ストラコニツェ郡 |